# Hydropsyche protis
Hydropsyche protis là một loài Trichoptera trong họ Hydropsychidae. Chúng phân bố ở miền Tân bắc.